# DJ Astrid
DJ Astrid, bürgerlich Astrid Walter, ist eine niederländische Progressive Trance-DJ und Musikproduzentin aus Amsterdam.

## Leben
Um die Jahrtausendwende veröffentlichte sie zahlreiche Tracks und Mix-CDs und trat als DJ international auf.

## Diskografie
Diese Liste enthält sowohl Eigenproduktionen, als auch Kollaborationen und Remixes.
- 1999 – Blue Juice: Blue Juice (Momentum)
- 1999 – Compulsion feat. Mr Ed: Deceptive World (Funky Fibe)
- 1999 – Janosh Hamish: Poisonous Brain (Massive Drive)
- 1999 – DJ Astrid: Atlantica (Nutrition)
- 2000 – RBA: No Alternative (Carnal)
- 2000 – Lazy Jones: A Sea of Orange! (White Label)
- 2000 – Stone Cold: Mom said rock! (Carnal)
- 2000 – DJ Astrid: Future is now (Nutrition)
- 2000 – Medicine Men: Electric Voodoo (Carnal)
- 2000 – Shade on Grey: Morning on (Liquid)
- 2000 – System F: Cry (RBA Remix) (Sony)
- 2001 – DJ Astrid presents Walter solo: Walk, don’t walk (Captivating)
- 2001 – Headz Up: Bring it on down (Impetuous)
- 2001 – The Shrink: Pump it up (RBA Remix) (Nutrition)
- 2001 – Beamer Boy: Cruise Control (Impetuous)
- 2001 – DJ Astrid presents Walter Solo: Coming from another World (Captivating)
- 2001 – Lazy Jones: Let me tell you (Carnal)
- 2002 – Medicine Men: Electric Voodoo (Carnal)
- 2002 – Beamer Boy: To the Batmobile (Impetuous)
- 2002 – OceanLab: Clear blue Water (Walter Solo Remix) (Warner)
- 2002 – DJ Astrid presents Walter Solo: Fire in your Heart (Captivating)
- 2002 – Headz up: Hit it harder (Impetuous)
- 2002 – Walter and Gelder: Always on my Mind (Captivating)
- 2002 – Markos: Temptation (DJ Astrid Remix) (Tremolo)
- 2002 – DJ Astrid vs Tommy Pulse: Twinkle (Captivating)
- 2002 – DJ Astrid: Starfever (Q-Records)
- 2003 – DJ Astrid: The Spell
- 2003 – DJ Astrid: Access Denied
- 2005 – DJ Astrid: Magic
- 2007 – Leon Bolier vs DJ Astrid – Crazy People

### Mix-CDs
- 1999 Positive Energy Vol. 1 (Essential Dance Music)
- 2000 Positive Energy Vol. 2 (Essential Dance Music)
- 2001 Positive Energy Vol. 3 (Essential Dance Music)
- 2002 – M8 Magazine Cover CD
- 2002 – Quontact (Q-Dance)
- 2003 – Vertigo presents Prime Time (Einhorn Productions)
- 2003 – Kremlin (Blackhole)
- 2003 – Qontact (Q-Dance)